# سیکتیوکار
سیکتیوکار (به زبان روسی: Сыктывка́р) پایتخت جمهوری خودمختار کومی روسیه است.
جمعیت آن در سال ۲۰۰۲ برابر با ۲۳۰٬۰۱۱ نفر بود.
سیکتیوکار در کنار رودخانه سیسولا قرار گرفته و نام پیشین این شهر یعنی اوست-سیسولسک هم از نام همین رودخانه گرفته شده بود. 
نام کنونی آن از نام رودخانه سیسولا در زبان کومی یعنی سیکتیو به اضافه واژه کار به معنی «شهر» درست شده است.
الوارسازی و چوبکاری صنایع اصلی شهر سیکتیوکار را تشکیل می‌دهند.

## تاریخچه

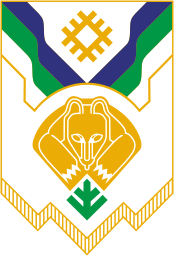
نشان شهر سیکتیوکار در جمهوری خودمختار کومی در روسیه.

باور بر اینست که از حدود سده ۱۶ میلادی سکونتگاهی در محل این شهر وجود داشته است. کاترین کبیر در سال ۱۷۸۰ سیکتیوکار را به سطح شهر ارتقاء داد و بعداً این شهر به عنوان پایتخت استان خودمختار کومی برگزیده شد.
سیل مهاجرت روس‌تباران به سیکتیوکار، باعث شده که مردم کومی‌تبار این شهر در اقلیت قرار گیرند.